# Alexandre Griboïedov
Alexandre Sergueïevitch Griboïedov (en russe : Александр Сергеевич Грибоедов), né à Moscou probablement le 4 janvier 1794 (15 janvier dans le calendrier grégorien) et mort à Téhéran le 30 janvier 1829 (11 février dans le calendrier grégorien), est un auteur dramatique, compositeur et diplomate russe.

## Biographie

### Formation
Fils d'une famille de petite noblesse, Alexandre Griboïedov étudie à l'université de Moscou de 1810 à 1812. Il obtient ensuite un brevet dans un régiment de hussards, mais se retire en 1816.
Cette même année, il est initié à la confrérie maçonnique pétersbourgeoise Les Amis Réunis fondée par le général-major Alexandre Jerebtsov (ru),.

### Au service de l'Empire russe
L'année suivante, il entre dans la fonction publique. Il est affecté en tant que secrétaire de la légation russe en Perse. Conformément au traité de Golestan, il réussit à faire sortir de Perse une centaine de soldats russes, anciens captifs. Il joue un rôle important pendant la guerre turco-perse de 1821-1823 et est décoré par le chah de l'ordre du Lion et du Soleil. En 1822, il est transféré en Géorgie, où il devient secrétaire diplomatique d'Alexis Iermolov, le gouverneur général du Caucase. C'est pendant cette mission qu'il écrit ses chefs-d'œuvre. En 1826, après l'échec de l'insurrection décabriste, Griboïedov, malgré sa sympathie pour certains des membres du mouvement, est lavé de tout soupçon, après avoir été mis aux arrêts à Grozny et avoir subi un interrogatoire à Saint-Pétersbourg.
De retour en Géorgie au mois de septembre 1826, déçu, il se rend utile par ses connaissances de la langue persane auprès de son parent le comte Ivan Paskevitch, qui a remplacé Ermolov au poste de gouverneur général. Il devient une sorte d'éminence grise du commandement militaire russe au Caucase, pendant la guerre russo-persane de 1826-1828. Il dirige les pourparlers avec les chefs de clans perses en protégeant leur droit coutumier.
Il est envoyé à Saint-Pétersbourg après le traité de Turkmantchaï de 1828 qu'il avait préparé et qui permit à l'Empire russe d'obtenir une position avantageuse en Perse. Reçu donc brillamment dans la capitale impériale, il pense pouvoir se consacrer à la littérature et entame la rédaction d'un drame romantique, Une nuit géorgienne (russe : Грузинская ночь), mais il est soudain envoyé en Perse en tant que ministre plénipotentiaire. En route, il est retardé par la maladie et par son mariage ; il conçoit alors le projet de créer une Compagnie russo-transcaucasienne, organisée comme celle des Indes orientales ; mais peu après son arrivée à Téhéran, une foule de fanatiques assaille l'ambassade russe. Griboïedov, ainsi que la quasi-totalité du personnel, est assassiné, le 30 janvier 1829. Son corps est si maltraité pendant trois jours par la foule qu'il ne peut être reconnu que grâce à une cicatrice sur une de ses mains, souvenir d'un duel. Selon toute probabilité, ce meurtre fut commis à l'instigation du docteur John McNeill,, diplomate de la Couronne britannique en Perse, qui redoutait l'influence russe, dans le contexte de ce que l'on appellera plus tard le Grand Jeu entre les Britanniques et les Russes et qui excita la foule contre la Russie. On emmena sa dépouille à Tiflis, aujourd'hui Tbilissi. Alexandre Pouchkine, ami proche de Griboïedov, rejoignant l'armée russe en guerre avec la Turquie, croise son cercueil lors de sa traversée du Caucase, sur une arba attelée à deux bœufs. Il relate cette rencontre dans son Voyage à Arzroum. Griboïedov est inhumé à Tbilissi, au monastère de Saint-David. Sa veuve, Nina Griboïedova, fille de son ami le prince Alexandre Tchavtchavadze, qu'il avait épousée quelques mois auparavant, y éleva un monument en sa mémoire. En 1923, le canal Catherine, à Saint-Pétersbourg, est renommé canal Griboïedov en sa mémoire.

### Au service de la littérature

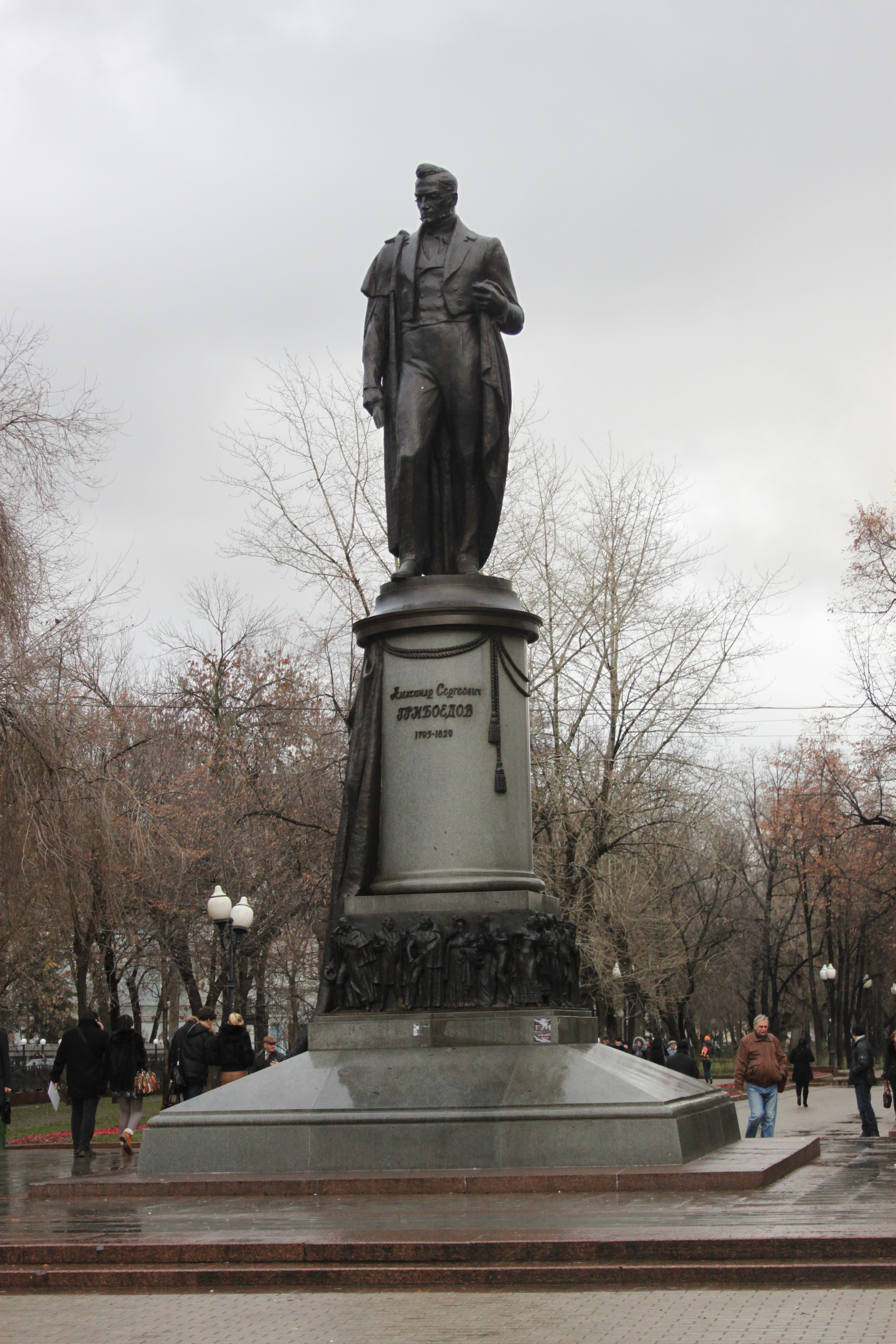
Statue de Griboïedov à Moscou

Il commence à écrire jeune et en 1816, produit à Saint-Pétersbourg une comédie en vers intitulée Les Jeunes Époux (russe : Молодые супруги), suivie d'autres œuvres du même style. Cependant aucune de ses œuvres n'atteint la popularité de la pièce Le Malheur d'avoir trop d'esprit (russe : Горе от ума, littéralement Le Malheur dû à l'esprit), une satire de l'aristocratie russe. Il ne connaît pas de succès de son vivant. Il entame la rédaction d'un drame romantique, Une nuit géorgienne (russe : Грузинская ночь) peu avant sa mort.
Sa vie inspire l'écrivain soviétique Iouri Tynianov, qui lui consacre un roman, La Mort du Vazir-Moukhtar (1928).

### Hommages
- (2837) Griboedov, astéroïde[6].